# Liste der Baudenkmale in Toppenstedt
In der Liste der Baudenkmale in Toppenstedt sind alle Baudenkmale der niedersächsischen Gemeinde Toppenstedt im Landkreis Harburg aufgelistet. Stand der Liste das Jahr 2014.

## Allgemein
In den Spalten befinden sich folgende Informationen:
- Lage: die Adresse des Baudenkmales und die geographischen Koordinaten. Kartenansicht, um Koordinaten zu setzen. In der Kartenansicht sind Baudenkmale ohne Koordinaten mit einem roten Marker dargestellt und können in der Karte gesetzt werden. Baudenkmale ohne Bild sind mit einem blauen Marker gekennzeichnet, Baudenkmale mit Bild mit einem grünen Marker.
- Bezeichnung: Bezeichnung des Baudenkmales
- Beschreibung: die Beschreibung des Baudenkmales. Unter § 3 Abs. 2 NDSchG werden Einzeldenkmale und unter § 3 Abs. 3 NDSchG Gruppen baulicher Anlagen und deren Bestandteile ausgewiesen.
- ID: die Objekt-ID des Baudenkmales
- Bild: ein Bild des Baudenkmales, ggf. zusätzlich mit einem Link zu weiteren Fotos des Baudenkmals im Medienarchiv Wikimedia Commons. Wenn man auf das Kamerasymbol klickt, können Fotos zu Baudenkmalen aus dieser Liste hochgeladen werden:

## Tangendorf
| Lage                                                  | Bezeichnung        | Beschreibung                                      | ID       | Bild |
| ----------------------------------------------------- | ------------------ | ------------------------------------------------- | -------- | ---- |
| Am Schulberg 2 53° 17′ 55″ N, 10° 5′ 52″ O            | Bauernhaus         |                                                   | 26962413 |      |
| Am Schulberg 3 53° 17′ 57″ N, 10° 5′ 52″ O            | Bauernhaus         |                                                   | 26962398 |      |
| Dorfstraße 1 53° 17′ 52″ N, 10° 5′ 52″ O              | Bauernhaus         |                                                   | 26962431 |      |
| Twieten 3 53° 17′ 51″ N, 10° 5′ 59″ O                 | Abbauerstelle      | nicht mehr im Denkmalatlas verzeichnet (02.10.21) |          | BW   |
| Wulfsener Straße 5 53° 17′ 55″ N, 10° 6′ 3″ O         | Durchfahrtsscheune |                                                   | 26962324 |      |
| km 252,897 DB Strecke 1151 53° 18′ 5″ N, 10° 5′ 31″ O | Eisenbahnbrücke    |                                                   | 41512557 |      |

## Toppenstedt
| Lage                                               | Bezeichnung                          | Beschreibung                                      | ID       | Bild |
| -------------------------------------------------- | ------------------------------------ | ------------------------------------------------- | -------- | ---- |
| Hauptstraße 16 53° 15′ 50″ N, 10° 6′ 48″ O         | Bauernhaus                           |                                                   | 26962294 | BW   |
| Hauptstraße 19 53° 15′ 47″ N, 10° 6′ 47″ O         | Bauernhaus                           |                                                   | 26962232 | BW   |
| Hauptstraße 26 53° 15′ 49″ N, 10° 6′ 32″ O         | Wohn-/Wirtschaftsgebäude             |                                                   | 26962459 | BW   |
| Hauptstraße 26 53° 15′ 50″ N, 10° 6′ 29″ O         | Speicher                             |                                                   | 26962475 | BW   |
| Hauptstraße 26 53° 15′ 49″ N, 10° 6′ 31″ O         | Schweinestall                        |                                                   | 26962491 | BW   |
| Hauptstraße 28 53° 15′ 48″ N, 10° 6′ 30″ O         | Kriegerdenkmal 1914/18 u. 1939/45    |                                                   | 26962277 |      |
| Hauptstraße 28 53° 15′ 48″ N, 10° 6′ 31″ O         | Feuerwehrgerätehaus mit Schlauchturm |                                                   | 26962216 |      |
| Hauptstraße 35 53° 15′ 45″ N, 10° 6′ 28″ O         | Bauernhaus                           |                                                   | 26962201 | BW   |
| Hauptstraße 37 53° 15′ 44″ N, 10° 6′ 26″ O         | Bauernhaus                           |                                                   | 26962186 | BW   |
| Am Gänsekamp 2 53° 15′ 44″ N, 10° 6′ 30″ O         | Bauernhaus                           |                                                   | 26962507 | BW   |
| Am Gänsekamp 2 53° 15′ 44″ N, 10° 6′ 30″ O         | Schweinestall                        |                                                   | 26962523 | BW   |
| Am Gänsekamp 2 53° 15′ 44″ N, 10° 6′ 28″ O         | Speicher                             |                                                   | 26962539 | BW   |
| Oberer Kirchweg 1 53° 15′ 47″ N, 10° 6′ 30″ O      | ehem. Schule                         |                                                   | 26962156 |      |
| Quarrendorfer Weg 1 53° 15′ 48″ N, 10° 6′ 23″ O    | Bauernhaus                           |                                                   | 26962262 | BW   |
| Tangendorfer Straße 20 53° 16′ 2″ N, 10° 6′ 34″ O  | Bauernhaus                           | nicht mehr im Denkmalatlas verzeichnet (02.10.21) |          | BW   |
| Hauptstraße 37 53° 15′ 45″ N, 10° 6′ 25″ O         | Grenzstein                           | Wolfsangelstein                                   | 35361811 | BW   |
| Soltenbergsweg 53° 16′ 13″ N, 10° 6′ 4″ O          | Grenzstein                           |                                                   | 35361895 | BW   |
| südlich Hanstedter Weg 53° 15′ 39″ N, 10° 5′ 29″ O | Grenzstein                           | Wolfsangelstein                                   | 35361517 | BW   |

### Forstgrenzsteine
| Lage                                    | Bezeichnung      | Beschreibung | ID | Bild |
| --------------------------------------- | ---------------- | --- | -- | ---- |
| Westlich A7 53° 15′ 37″ N, 10° 3′ 49″ O | Forstgrenzsteine | Gruppierung von 24 örtlich zusammenhängenden Wolfsangelsteinen 35361874 35361853 35361832 35361769 35361706 35361622 35361643 35361664 35361685 35361601 35361748 35361790 35361727 35361580 35361559 35361538 35361496 35361475 35361454 35361433 35361412 35361370 35361391 35361307                                              |    | BW   |
| Westlich A7 53° 15′ 22″ N, 10° 4′ 38″ O | Forstgrenzsteine | Gruppierung von 26 örtlich zusammenhängenden Wolfsangelsteinen 35361328 35361223 35361139 35361118 35361076 35360887 35360908 35360929 35360971 35360992 35361055 35361034 35361097 35361013 35360950 35360845 35360824 35360782 35360719 35361244 35361181 35361160 35361202 35361286 35361265 35361244                            |    | BW   |
| Westlich A7 53° 14′ 55″ N, 10° 3′ 17″ O | Forstgrenzsteine | Gruppierung von 29 örtlich zusammenhängenden Wolfsangelsteinen 35360677 35360593 35360467 35360194 35360236 35360278 35360320 35360299 35360362 35360341 35360404 35360257 35360215 35360152 35360383 35360425 35360446 35360488 35360530 35360551 35360572 35360614 35360635 35360656 35360698 35360740 35360761 35360803 35360866 |    | BW   |